# Стеценко Богдан Петрович
Богдан Петрович Стеценко (9 жовтня 1980, Тараща, Київської області) — український художник.[джерело?] Фаховий юрист. Брав участь у низці художніх виставок, частина з яких персональні: в Україні, США, Росії, Польщі, Німеччині, Японії, Австрії.[джерело?]

## Біографія
У 1988–1997 роках навчався в Таращанській середній школі № 1. Закінчив в червні 2001 року Таращанський агротехнічний коледж, отримавши кваліфікацію юриста.[джерело?] У травні 2005 року заочно закінчив Київський національний університет культури і мистецтв. Трудову діяльність розпочав в ТОВ «Карвалі», місто Київ, на посаді юриста. З вересня 2003 року по січень 2007 обіймав посаду директора дочірнього підприємства «Бізнес Інітелідженс 4 Юкрейн».[джерело?]

## Творчість
З 2007 року вирішив присвятити своє життя лише сучасному мистецтву.[джерело?]
Способи створення художніх робіт:
- олівець, папір
- олія, полотно
- вуличний живопис

З 2005 року організовує персональні виставки та бере участь у виставках в Україні та закордоном.

### Виставки та події

#### 2005
- Січень-лютий. Персональна виставка «25-та година доби». Київ.  Україна.
- Червень-серпень. Персональна виставка «Графіка ч.2». Київ.  Україна.

#### 2006
- Квітень-травень. Персональна виставка «Графіка ч.3». Київ.  Україна.

#### 2007 рік
- Серпень. The Annual L. Ron Hubbard Illustrators of the Future Awards. Лос-Анджелес.  США.
- Серпень-вересень. The Nippon 2007 Worldcon Art Show. Йокогама.  Японія.

#### 2008 рік
- Серпень. The Annual L. Ron Hubbard Illustrators of the Future Awards. Лос-Анджелес.  США.
- Серпень. Заснував журнал BODACOMICS (художня виставка)
- Жовтень. Персональна виставка «Зв'язок з минулим». Київ.  Україна.

#### 2009 рік
- Лютий — березень. Персональна виставка «Графіка ч.4». Київ.  Україна.
- Березень — квітень. Персональна виставка «ВОРД)))». Київ.  Україна.
- Травень — червень. ,,«Free Wi-Fi»: Интернет как индустрия визуального воздействия. III Ежегодный Фестиваль иллюстрации“. Москва.  Росія.
- Травень — Міжнародна виставка Illustration:2009 (VI International Design Festival COW/2009). Дніпропетровськ.  Україна.
- Вересень — Polish Print Triennial. Краків.  Польща.
- Листопад — Ukrainian Art Week 2009. Київ.  Україна.

#### 2010 рік
- січень — «Ленин Арт центр». Збірна виставка. Київ.  Україна.
- Січень — лютий. Персональна виставка «Черкаси 1.0». Черкаси.  Україна.
- Лютий — квітень. International Print Triennial. Ольденбург.  Німеччина.
- Травень — червень. International Print Triennial. Відень.  Австрія.[джерело?]